# Oksana Kalaschnikowa
Oksana Kalaschnikowa (georgisch ოქსანა კალაშნიკოვა; * 5. September 1990 in Tiflis) ist eine georgische Tennisspielerin.

## Karriere
Kalaschnikowa, die laut ITF-Profil Rasen- oder Hartplätze bevorzugt, gewann am 11. November 2012 ihren ersten WTA-Titel. Im Doppelfinale des WTA-Turniers in Pune, einem Event der neu eingeführten Challenger-Serie, besiegte sie an der Seite von Nina Brattschikowa die Paarung Julia Glushko/Noppawan Lertcheewakarn mit 6:0, 4:6 und [10:8].
Am 28. Juli 2013 gewann sie bei einem vollwertigen Turnier der WTA Tour ihren ersten Doppeltitel, als sie zusammen mit Iryna Burjatschok Eleni Daniilidou und Aleksandra Krunić mit 4:6, 7:63 und [10:4] bezwang. Bei den French Open hatte sie zuvor mit Doppelpartnerin Alicja Rosolska erstmals das Achtelfinale eines Grand-Slam-Turniers erreicht; dort unterlagen sie Kristina Mladenovic und Galina Woskobojewa mit 1:6, 1:6. In Wimbledon kam das Aus in Runde zwei und nach den US Open stand sie erstmals in den Top 50 der Doppelweltrangliste.
Nachdem sie im Juli 2015 in der Qualifikation zum WTA-Turnier in Baku gescheitert war, trat sie auf der Damentour nur noch im Doppel an. Beim WTA-Turnier von Seoul unternahm sie im September 2016 wieder einen Versuch im Einzel, sie scheiterte jedoch schon in der Qualifikationsrunde.
Bereits seit 2007 spielt Oksana Kalaschnikowa für die georgische Fed-Cup-Mannschaft. In ihrer Fed-Cup-Bilanz stehen 17 Siege und 13 Niederlagen zu Buche.

## Turniersiege

### Einzel
| Nr. | Datum            | Turnier         | Kategorie   | Belag           | Finalgegnerin         | Ergebnis      |
| --- | ---------------- | --------------- | ----------- | --------------- | --------------------- | ------------- |
| 1.  | 12. Oktober 2008 | San Luis Potosí | ITF $25.000 | Hartplatz       | Frederica Piedade     | 7:5, 4:6, 6:4 |
| 2.  | 8. März 2009     | Gizeh           | ITF $10.000 | Sand            | Eva Fernandez-Brugues | 6:4, 4:6, 6:3 |
| 3.  | 5. Juli 2009     | Toruń           | ITF $25.000 | Sand            | Ksenija Mileuskaja    | 3:6, 6:4, 6:2 |
| 4.  | 4. Oktober 2009  | Tiflis          | ITF $25.000 | Sand            | Sopia Schapatawa      | 4:6, 6:3, 6:2 |
| 5.  | 17. Oktober 2010 | Charkiw         | ITF $25.000 | Teppich (Halle) | Darja Kutschmina      | 7:5, 4:6, 6:4 |

### Doppel
| Nr. | Datum              | Turnier           | Kategorie         | Belag             | Partnerin             | Finalgegnerinnen                      | Ergebnis          |
| --- | ------------------ | ----------------- | ----------------- | ----------------- | --------------------- | ------------------------------------- | ----------------- |
| 1.  | 17. Juli 2007      | Garching          | ITF $10.000       | Sand              | Katariina Tuohimaa    | Franziska Klotz Evelyn Mayr           | 7:5, 6:3          |
| 2.  | 10. März 2008      | Kairo             | ITF $10.000       | Sand              | Galina Fokina         | Jelena Tschalowa Inna Sokolova        | 6:4, 6:2          |
| 3.  | 24. März 2008      | Kairo             | ITF $10.000       | Sand              | Galina Fokina         | Anna Savitskaya Bibiane Schoofs       | 7:67, 6:4         |
| 4.  | 25. Juli 2008      | Charkiw           | ITF $25.000       | Sand              | Mihaela Buzărnescu    | Kristina Antoniychuk Lessja Zurenko   | 6:1, 6:4          |
| 5.  | 13. September 2008 | Innsbruck         | ITF $10.000       | Sand              | Irina Buryachok       | Conny Perrin Nicole Riner             | 3:6, 6:3, [10:7]  |
| 6.  | 15. September 2008 | Casale Monferrato | ITF $10.000       | Sand              | Catarina Ferreira     | Nicole Riner Amra Sadiković           | 7:5, 7:63         |
| 7.  | 2. März 2009       | Gizeh             | ITF $10.000       | Sand              | Fatima El Allami      | Marlot Meddens Bibiane Weijers        | 6:4, 6:2          |
| 8.  | 12. Juni 2009      | Qarshi            | ITF $25.000       | Hartplatz         | Kristina Antoniychuk  | Pemra Özgen Çağla Büyükakçay          | 5:7, 6:0, [10:6]  |
| 9.  | 1. August 2009     | Almaty            | ITF $25.000       | Hartplatz         | Jelena Tschalowa      | Nina Bratchikova Ágnes Szatmári       | 6:1, 6:0          |
| 10. | 14. September 2009 | Neapel            | ITF $25.000       | Sand              | Nina Bratchikova      | Betina Jozami María Irigoyen          | 7:65, 2:6, [10:8] |
| 11. | 5. Oktober 2009    | Limoges           | ITF $25.000       | Sand              | Jelena Tschalowa      | Florence Haring Violette Huck         | 4:6, 6:3, [10:4]  |
| 12. | 19. Dezember 2009  | Dubai             | ITF $75.000       | Hartplatz         | Julia Görges          | Vladimíra Uhlířová Renata Voráčová    | 4:6, 6:2, [10:8]  |
| 13. | 30. Oktober 2010   | Istanbul          | ITF $25.000       | Hartplatz         | Marta Sirotkina       | Ekaterina Bychkova Iryna Brémond      | 6:3, 6:1          |
| 14. | 20. November 2010  | Opole             | ITF $25.000       | Teppich (Halle)   | Polina Pekhova        | Paula Kania Magda Linette             | 6:3, 6:4          |
| 15. | 25. Februar 2012   | Moskau            | ITF $25.000       | Hartplatz (Halle) | Marta Sirotkina       | Tatjana Kotelnikowa Lidsija Marosawa  | 7:62, 4:6, [11:9] |
| 16. | 23. März 2012      | Almaty            | ITF $25.000       | Hartplatz         | Jewgenija Paschkowa   | Albina Xabibulina Ilona Kremen        | 6:1, 7:5          |
| 17. | 21. April 2012     | Namangan          | ITF $25.000       | Hartplatz         | Marta Sirotkina       | Naomi Broady Paula Kania              | 6:2, 7:5          |
| 18. | 28. April 2012     | Antalya           | ITF $10.000       | Hartplatz         | Sopia Kwazabaia       | Ana Bogdan Maria Mokh                 | 6:4, 6:4          |
| 19. | 28. Juli 2012      | Astana            | ITF $100.000      | Hartplatz         | Marta Sirotkina       | Ljudmyla Kitschenok Nadija Kitschenok | 3:6, 6:4, [10:2]  |
| 20. | 11. November 2012  | Pune              | WTA Challenger    | Hartplatz         | Nina Brattschikowa    | Julia Glushko Noppawan Lertcheewakarn | 6:0, 4:6, [10:8]  |
| 21. | 18. März 2013      | Antalya           | ITF $10.000       | Hartplatz         | Xenija Palkina        | Anamika Bhargava Nicole Melichar      | 6:1, 6:3          |
| 22. | 25. März 2013      | Antalya           | ITF $10.000       | Hartplatz         | Xenija Palkina        | Başak Eraydın Abbie Myers             | 6:4, 4:6, [10:8]  |
| 23. | 13. Juli 2013      | Istanbul          | ITF $25.000       | Hartplatz         | Ljudmyla Kitschenok   | Alona Fomina Anja Prislan             | 6:2, 4:6, [10:7]  |
| 24. | 28. Juli 2013      | Baku              | WTA International | Hartplatz         | Iryna Burjatschok     | Eleni Daniilidou Aleksandra Krunić    | 4:6, 7:63, [10:4] |
| 25. | 14. September 2013 | Trabzon           | ITF $50.000       | Hartplatz         | Aleksandra Krunić     | Ani Amiraghjan Dalila Jakupović       | 6:2, 6:1          |
| 26. | 11. Juli 2015      | Contrexéville     | ITF $100.000      | Sand              | Danka Kovinić         | Constance Sibille Irina Ramialison    | 2:6, 6:3, [10:6]  |
| 27. | 19. Juli 2015      | Bukarest          | WTA International | Sand              | Demi Schuurs          | Andreea Mitu Patricia Maria Țig       | 6:2, 6:2          |
| 28. | 11. Juni 2016      | ’s-Hertogenbosch  | WTA International | Rasen             | Jaroslawa Schwedowa   | Xenia Knoll Aleksandra Krunić         | 6:1, 6:1          |
| 29. | 26. Februar 2017   | Budapest          | WTA International | Hartplatz (Halle) | Hsieh Su-wei          | Arina Rodionova Galina Woskobojewa    | 6:3, 4:6, [10:4]  |
| 30. | 13. Juli 2019      | Contrexéville     | ITF W100          | Sand              | Georgina García Pérez | Anna Danilina Eva Wacanno             | 6:3, 6:3          |
| 31. | 7. September 2019  | New Haven         | WTA Challenger    | Hartplatz         | Anna Blinkowa         | Usue Maitane Arconada Jamie Loeb      | 6:2, 4:6, [10:4]  |
| 32. | 17. Juli 2022      | Budapest          | WTA 250           | Sand              | Ekaterine Gorgodse    | Katarzyna Piter Kimberley Zimmermann  | 1:6, 6:4, [10:6]  |
| 33. | 17. Dezember 2022  | Limoges           | WTA Challenger    | Hartplatz (Halle) | Marta Kostjuk         | Alicia Barnett Olivia Nicholls        | 7:5, 6:1          |
| 34. | 7. August 2023     | Prag              | WTA 250           | Hartplatz         | Nao Hibino            | Quinn Gleason Elixane Lechemia        | 6:77, 7:5, [10:3] |
| 35. | 14. Juli 2024      | Contrexéville     | WTA Challenger}   | Sand              | Iryna Schymanowitsch  | Wu Fang-hsien Zhang Shuai             | 5:7, 6:3, [10:7]  |
| 36. | 23. Mai 2025       | Rabat             | WTA 250           | Sand              | Maya Joint            | Angelica Moratelli Camilla Rosatello  | 6:3, 7:5          |

## Abschneiden bei Grand-Slam-Turnieren

### Einzel
| Turnier         | 2009 | 2010 | 2011 | 2012 | Karriere |
| --------------- | ---- | ---- | ---- | ---- | -------- |
| Australian Open | —    | Q2   | Q2   | —    | —        |
| French Open     | —    | Q3   | Q2   | Q1   | —        |
| Wimbledon       | —    | Q1   | —    | —    | —        |
| US Open         | Q1   | Q1   | —    | —    | —        |

Zeichenerklärung: S = Turniersieg; F, HF, VF, AF = Einzug ins Finale / Halbfinale / Viertelfinale / Achtelfinale; 1, 2, 3 = Ausscheiden in der 1. / 2. / 3. Hauptrunde; Q1, Q2, Q3 = Ausscheiden in der 1. / 2. / 3. Qualifikationsrunde; nicht ausgetragen

### Doppel
| Turnier         | 2013 | 2014 | 2015 | 2016 | 2017 | 2018 | 2019 | 2020 | 2021 | 2022 | 2023 | 2024 | 2025 | Karriere |
| --------------- | ---- | ---- | ---- | ---- | ---- | ---- | ---- | ---- | ---- | ---- | ---- | ---- | ---- | -------- |
| Australian Open | —    | 1    | 1    | AF   | 1    | 2    | 1    | 1    | 1    | 1    | AF   | 1    | 1    | AF       |
| French Open     | AF   | 2    | 1    | 1    | 1    | 2    | 2    | 2    | 2    | 1    | 1    | 1    | 2    | AF       |
| Wimbledon       | 2    | 1    | —    | 1    | 1    | 1    | 2    |      | AF   | 1    | VF   | 1    | 1    | VF       |
| US Open         | 1    | 2    | 1    | 1    | —    | AF   | 2    | AF   | 1    | 1    | 1    | 1    |      | AF       |

### Mixed
| Turnier         | 2014 | 2015 | 2016 | 2017 | 2018 | Karriere |
| --------------- | ---- | ---- | ---- | ---- | ---- | -------- |
| Australian Open | —    | —    | —    | —    | —    | —        |
| French Open     | —    | —    | 1    | —    | —    | 1        |
| Wimbledon       | AF   | —    | 2    | —    | 1    | AF       |
| US Open         | —    | —    | —    | —    | —    | —        |